# Indulis Emsis

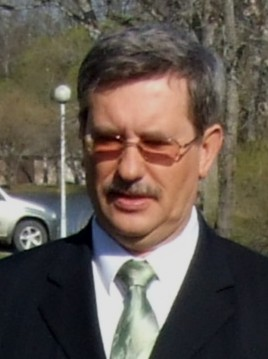
Indulis Emsis

Indulis Emsis (Salacgrīva, 2 de gener de 1952) és un biòleg i polític letó. Va ser Primer Ministre de Letònia entre el 9 de març i el 2 de desembre de 2004.
Va estudiar a l'Institut Estatal de Riga núm. 1. Membre del Partit Verd de Letònia, vicepresident de la Unió de Pagesos i Verds, va ser el primer cap de govern verd a Europa i al món.
Va ser nomenat Primer Ministre de Letònia el 9 març del 2004, després de la dimissió de Einars Repše. El seu govern de coalició de centredreta, va caure el 28 d'octubre de 2004 quan el Saeima (parlament) va refusar els pressupostos per al 2005. Va renunciar al càrrec el 2 desembre de 2004.
El 7 de novembre de 2006, fou escollit President del Saeima, fins al 24 de setembre de 2007.